# Parviz Sayyad
Parwiz Sayyād é um famoso actor, director e roteirista iraniano, reconhecido principalmente por interpretar o papel de Samad numa série de filmes durante as décadas de 1970 e 1980.

## Carreira
O seu primeiro filme, a comédia Hasan Kachal (1970) ou Hasan o calvo, teve um notável sucesso no seu país. A sua fama acrescentou-se depois de protagonizar uma das séries de televisão mais antigas do Irão, Oktapus, na qual desempenhou o papel de um membro de uma junta directiv, uma personagem educada e diplomata. A sua verdadeira oportunidade chegou com uma das séries de televisão iranianas mais famosas, Sarkar Ostovar, quando criou e desempenhou o papel de um ingénuo mas inteligente garoto do campo chamado Samad.
Depois de conseguir popularidade com a personagem, Sayyad protegonizou a famosa série de filmes de Samad (que recorda um pouco a série norte-americana Ernest). A sua personagem converteu-se num ícone proeminente da comédia no Irão durante a década de 1970. O filme de 1977, Dead End, foi exibido na décima edição do Festival Internacional de Cinema de Moscovo.
Outra interpretação notável da sua carreira foi Asdollah Mirza no filme Meu tio Napoleão, baseado na obra literária do mesmo nome de Iraj Pezeshkzad.
A revolução iraniana teve lugar pouco depois da estreia da sétima longa-metragem de Samad. Sayyad emigrou para Los Angeles pouco depois da revolução, a partir de onde continuou a actual, a escrever, a dirigir e a produzir. Em 1983 dirigiu e protagonizou o filme Ferestadeh, que foi apresentado na 33ª edição do Festival Internacional de Cinema de Berlim.

### Plano pessoal
Sayyad está casado com Parvin Sayyad e tem duas filhas, Maryam e Banafsheh.

## Filmografia

### Como actor
- Hasan Kachal (Hasan o calvo) (1970)
- Samad va Ghalicheyeh Hazrat Soleyman (1971)
- Samad va Fulad Zereh Div (1971)
- Khastegar (1971)
- Sattar Khan (1972)
- Samad va Sami, Leila va Leili (1972)
- Samad be Madreseh Miravad (Samad vai à escola) (1973)
- Kaaf Show (1974)
- Samad Artist Mishavad (1974)
- Mozaffar (1974)
- Maslakh (1974)
- Asrare Ganje Darreye Jenni (1974)
- Zanburak (1975)
- Samad Khoshbakht Mishavad (1975)
- Dar Ghorbat (1975)
- Daii jan Napelon (Meu tio Napoleão) (1976)
- Bon Bast (1976)
- Samad dar Rahe Ejdeha (1977)
- Samad dar be dar Mishavad (1978)
- Ferestadeh (1983)
- Samad be Jebhe Miravad (1984)
- Samad az Jang bar Migardad (1986)
- On Wings of Eagles (1986)
- Checkpoint (1987)
- Babak and Friends (2005)
- The Stoning of Soraya M. (2008)[6][7]
- Liberation (2009)
- Homeland  (2012)

### Como director
- Dar Emtedade Shab (1978)